# Vela nos Jogos Sul-Americanos de 2022
As competições de vela nos Jogos Sul-Americanos de 2022 realizada em Assunção, no Paraguai, ocorridas entre os dias 2 e 6 de outubro de 2022 na praia San José, em Encarnación.

## Cronograma
| Número de dias de regata | Dia preliminar | Número de dias de regata | Dia final |

| DataEvento             | Dom 2 | Seg 3 | Ter 4 | Qua 5 | Qui 6 |
| ---------------------- | ----- | ----- | ----- | ----- | ----- |
| Laser radial masculino |       | 3     | 2     |       | 3     |
| Sunfish masculino      | 1     | 2     | 2     |       | 3     |
| IQFoil masculino       |       | 4     |       | 1     | 7     |
| Laser radial feminino  | 2     | 1     | 2     |       | 3     |
| Sunfish feminino       | 1     | 2     | 2     |       | 3     |
| IQFoil feminino        |       | 4     |       | 1     | 7     |
| Snipe misto            | 1     | 2     | 2     | 1     | 2     |

## Medalhistas

### Eventos masculinos
| Prova                            | Ouro                             | Prata                                    | Bronze                         |
| -------------------------------- | -------------------------------- | ---------------------------------------- | ------------------------------ |
| Laser Standard (ILCA 7) detalhes | Stefano Peschiera PER Peru       | Francisco Guaragna Rigonat ARG Argentina | Felipe Fraquelli BRA Brasil    |
| Sunfish detalhes                 | Jean Paul De Trazegnies PER Peru | Simón Gómez COL Colômbia                 | Martín Alsogaray ARG Argentina |
| IQFoil 95 detalhes               | Francisco Saubidet ARG Argentina | Malik Hoveling ARU Aruba                 | Guilherme Plentz BRA Brasil    |

### Eventos femininos
| Prova                          | Ouro                          | Prata                       | Bronze                        |
| ------------------------------ | ----------------------------- | --------------------------- | ----------------------------- |
| Laser Radial (ILCA 6) detalhes | Luciana Cardozo ARG Argentina | Dolores Moreira URU Uruguai | Isadora Dal Ri BRA Brasil     |
| Sunfish detalhes               | Constanza Olivares CHI Chile  | Caterina Romero PER Peru    | Gabriella Kidd BRA Brasil     |
| IQFoil 95 detalhes             | María Belén Bazo PER Peru     | Giovanna Prada BRA Brasil   | Chiara Ferretti ARG Argentina |

### Misto
| Prova          | Ouro                                             | Prata                                         | Bronze                                   |
| -------------- | ------------------------------------------------ | --------------------------------------------- | ---------------------------------------- |
| Snipe detalhes | Augusto Amato Florencia Galimberti ARG Argentina | Carolina Rodríguez Ricardo Fabini URU Uruguai | Constanza Seguel Matías Seguel CHI Chile |

## Países participantes
Dez nações participaram das competições de vela nos Jogos Sul-Americanos de 2022.
| Países participantes |
| -------------------- |
| Argentina            |
| Aruba                |
| Brasil               |
| Chile                |
| Colômbia             |
| Equador              |
| Paraguai             |
| Peru                 |
| Uruguai              |
| Venezuela            |

## Tabela geral de medalhas
| Pos.               | País               | Ouro | Prata | Bronze | Total |
| ------------------ | ------------------ | ---- | ----- | ------ | ----- |
| 1                  | ARG Argentina      | 3    | 1     | 2      | 6     |
| 2                  | PER Peru           | 3    | 1     | 0      | 4     |
| 3                  | CHI Chile          | 1    | 0     | 1      | 2     |
| 4                  | URU Uruguai        | 0    | 2     | 0      | 2     |
| 5                  | BRA Brasil         | 0    | 1     | 4      | 5     |
| 6                  | ARU Aruba          | 0    | 1     | 0      | 1     |
| 6                  | COL Colômbia       | 0    | 1     | 0      | 1     |
| Total (7 entradas) | Total (7 entradas) | 7    | 7     | 7      | 21    |